# 20809 Eshinjolly
20809 Eshinjolly este un asteroid din centura principală de asteroizi.

## Descriere
20809 Eshinjolly este un asteroid din centura principală de asteroizi. A fost descoperit pe 24 septembrie 2000 la Socorro, New Mexico, în cadrul proiectului LINEAR. Asteroidul prezintă o orbită caracterizată de o semiaxă mare de 2,39 ua, o excentricitate de 0,15 și o înclinație de 6,7° în raport cu ecliptica.